# (300058) 2006 US184
(300058) 2006 US184 es un asteroide perteneciente al cinturón de asteroides, descubierto el 23 de octubre de 2006 por Kin Endate desde el Observatorio de Kitami, Hokkaidō, Japón.

## Designación y nombre
Designado provisionalmente como 2006 US184.

## Características orbitales
2006 US184 está situado a una distancia media del Sol de 3,027 ua, pudiendo alejarse hasta 3,178 ua y acercarse hasta 2,876 ua. Su excentricidad es 0,049 y la inclinación orbital 8,495 grados. Emplea 1924,11 días en completar una órbita alrededor del Sol.

## Características físicas
La magnitud absoluta de 2006 US184 es 15,6.